# Fabian Oviedo
Fabián David Oviedo Barrantes (San José, 15 de julio de 1991) es un futbolista costarricense que juega como Centrocampista y actualmente milita en la Curridabat F.C. de la Segunda División de Costa Rica.

## Clubes
| Club                           | País       | Año       |
| ------------------------------ | ---------- | --------- |
| Asociación Deportiva Carmelita | Costa Rica | 2016-2017 |
| Municipal Grecia               | Costa Rica | 2017      |
| Curridabat F.C.                | Costa Rica | 2017-2018 |
| UCR Fútbol Club                | Costa Rica | 2018      |